# Éditions Galilée
Éditions Galilée es una casa editorial francesa con sede en París que fue creada en 1971 por Michel Delorme. Especializada en filosofía, literatura francesa, artes y humanidades, es conocida por editar a la corriente deconstruccionista teorizada por Jacques Derrida. También está próxima al pensamiento posmodernista representado por los intelectuales Jean Baudrillard, Jean-François Lyotard, etc. En 2008, el catálogo tenía alrededor de 900 títulos y estaba gestionada por Michel Delorme (CEO y director editorial).

## Historia
Fundada en 1971, Éditions Galilée publicó en 1973 Crítica del capitalismo cotidiano de André Gorz, Figuras judías de Marx de Élisabeth de Fontenay, Le discours impur de Jean-Noël Vuarnet, Camera obscura: de la ideología, de Sarah Kofman, El Título de la carta, de Philippe Lacoue-Labarthe y Jean-Luc Nancy, La Arqueología de la frivolidad, de Jacques Derrida con prefacio de Condillac y La Observación especulativa, de Jean-Luc Nancy.
Menos de un año después, Derrida, Nancy, Lacoue-Labarthe y Kofman crearon la colección « La philosophie en effet », que Derrida inaugura con la publicación de Glas. En esta misma colección Sarah Kofman publicó poco después Quatre romans analytiques.
En 1974, Georges Perec publicó Espèces d'espaces, seguido de Alphabets en 1976.

## Colecciones
- « Débats »
- « L'espace critique »
- « Incises »
- « Écritures / Figures »
- « La philosophie en effet »
- « Lignes fictives »

## Autores publicados
- Marc Augé
- Jean Baudrillard
- Yves Bonnefoy
- Christine Buci-Glucksmann
- Hélène Cixous
- Joseph Cohen
- Michel Deguy
- Jacques Derrida
- Serge Doubrovsky
- Claude Esteban
- Félix Guattari
- André Gorz
- Jean-Joseph Goux
- Sarah Kofman
- Philippe Lacoue-Labarthe
- Jean Le Gac
- Jean-François Lyotard
- Serge Margel
- Jean-Luc Nancy
- Michel Onfray
- Pascal Quignard
- Ignacio Ramonet
- Jacques Rancière
- Stephane Sangral
- Jean Louis Schefer
- Bernard Stiegler
- Emmanuel Terry
- Paul Virilio